# Valentino Rossi
Valentino Rossi (n. 16 februarie 1979, Urbino, Italia) este un pilot italian de motociclism viteză și multiplu campion mondial. Este unul dintre cei mai de succes piloți din toate timpurile, cu nouă campionate mondiale câștigate - din care șapte la clasa regină.
Urmându-l pe tatăl său, Graziano Rossi, Valentino a început să piloteze în Grand Prix-uri în 1996 pentru Aprilia în categoria 125cc și a câștigat primul său campionat mondial anul următor. De acolo, a promovat la categoria 250cc cu Aprilia și a câștigat campionatul mondial în 1999. După trecerea la clasa regină în 2000, a câștigat campionatul mondial 500cc cu Honda în 2001, campionatele mondiale MotoGP (tot cu Honda) în 2002 și 2003, și și-a continuat seria de campionate consecutive câștigând titlul în 2004 și 2005 după ce a părăsit Honda pentru a se alătura celor de la Yamaha, înainte de a reobține titlul în 2008 și a-l păstra în 2009. A părăsit Yamaha pentru Ducati în sezonul 2011, dar a fost confirmat în 2012 că va reveni la Yamaha pentru sezoanele 2013 și 2014.
Rossi a fost aproape de câștigarea titlului în 2015 după mai mulți ani în care nu a contat, fiind liderul campionatului pentru mare parte din sezon, doar pentru a pierde în runda finală în fața colegului său de la Yamaha, Jorge Lorenzo. Sfârșitul acelui sezon a fost unul controversat după un incident al lui Rossi cu Marc Marquez, rezultând într-o penalizare a lui Rossi pentru runda finală, cât și acuzările lui Rossi cum că Márquez ar fi încercat să-l oprească din a câștiga campionatul, lucru negat de mai multe ori de Márquez.
Rossi este pe primul loc în clasamentul celor mai multe victorii din istorie în 500cc/MotoGP, cu 86 de victorii, și al doilea în clasamentul celor mai multe victorii în total din istorie cu 112, după Giacomo Agostini cu 122.

## Începutul
Valentino s-a născut la 16 februarie 1979, în localitatea Urbino, și s-a mutat alături de familie la Tavullia, localitate din centrul Italiei, unde și-a petrecut copilăria. Fiu al pilotului de motociclism Graziano Rossi, Valentino a intrat în contact cu motor-sportul încă din anii copilăriei, sub atenta îndrumare a tatălui său. Inițial, Valentino Rossi a participat la competițiile de karting, înregistrând numeroase succese pe plan local, însă, din considerente financiare, a renunțat la acestea în favoarea celor de mini-moto. Începând cu anul 1993 a participat la competiții de motociclism la clasa 125cc, înregistrând succese deosebite atât pe plan național, cât și european.

## Campionatul Mondial de Motociclism viteză
În 1996, împreună cu echipa Aprilia, își face debutul în Campionatul Mondial de Motociclism Viteză la clasa 125cc, Marele Premiu al Malaeziei constituind cursa de debut. Primul sezon, deși presărat cu numeroase abandonuri, îi aduce totuși tânărului italian de 17 ani prima victorie, înregistrată pe circuitul de la Brno. La finalul sezonului de debut, Valentino ocupa locul 9 în clasamentul piloților la clasa 125cc. În anul următor reușește să câștige titlul mondial într-un mod autoritar, câștigând 11 dintre cele 15 Mari Premii disputate în acel sezon la clasa 125cc.
Anul 1998 va marca trecerea la clasa 250cc și un nou sezon de acomodare pentru Valentino. Împreună cu Aprilia, italianul reușește la finalul sezonului ocuparea poziției secunde în clasamentul piloților, înregistrând 5 victorii. Sezonul următor îi va aduce lui Valentino titlul mondial la clasa 250cc, italianul repurtând 9 victorii în cele 16 curse disputate.
În anul 2000, Rossi efectuează trecerea la clasa 500cc, bucurându-se de suportul tehnic al constructorului Honda și de sprijinul financiar al brand-ului Nastro Azzurro. În urma unui sezon disputat, Rossi se va clasa al doilea în ierarhia finală, în urma americanului Kenny Roberts Jr.. În acest sezon de debut la clasa supremă, Rossi a reușit să cucerească două victorii și să urce de 10 ori pe podium, în cele 16 etape.
Începând cu anul 2001, în motociclism începe o nouă eră: "Era Rossi". Italianul câștigă titlul mondial al clasei 500cc, înregistrând 11 victorii în cele 16 Mari Premii disputate. Valentino devine astfel al doilea pilot din istorie care câștigă Campionatul Mondial de Motociclism la toate cele trei clase. Performanța italianului este cu atât mai valoroasă cu cât, în evoluția sa, nu a avut nevoie decât de două sezoane competiționale în cadrul fiecărei clase pentru a deveni campion mondial.

## Clasa MotoGP
În cursul sezonului 2002, Valentino reușește din nou cumularea unui număr de 11 victorii în urma celor 16 grand prix-uri disputate. Rossi intră astfel în posesia celui de-al doilea titlu de Campion Mondial la clasa MotoGP, aceasta fiind noua titulatură a clasei supreme, odată cu trecerea la motoarele în 4 timpi și cilindree de 990cc. Își surclasează astfel al treilea an la rând conaționalul, Max Biaggi, acesta din urmă ocupând poziția de runner-up la clasa supremă pentru a treia oară în carieră (1998, 2001, 2002).
În 2003, după alte 9 victorii repurtate din 16 curse disputate, Valentino cucerește al treilea titlu mondial consecutiv la clasa supremă, în fața unui nou rival, spaniolul Sete Gibernau. Fulminanta creștere de formă a spaniolului față de sezonul precedent a reprezentat una dintre surprizele anului, Valentino fiind pus în dificultate în mai multe rânduri de către noul său rival. Cursa de pe circuitul Phillip Island (Australia) a intrat în antologie în urma conjuncturii defavorabile în care s-a văzut pus Rossi și a modului inimitabil în care italianul a reușit să gestioneze situația. Astfel, fiind penalizat cu 10 secunde la timpul final din cauza unei depășiri efectuate din neatenție în timpul semnalizării cu steag galben, Valentino înțelege că a sosit momentul în care este necesar să-și pună în joc întregul talent și să exploateze la maxim potențialul motocicletei sale dacă dorește să acceadă la victorie în respectiva cursă. Preluând conducerea cursei și impunând un ritm infernal, reușește să termine cursa la peste 15 secunde avans față de următorul clasat, adjudecându-și astfel victoria în pofida penalizării primite. Duo-ul Rossi-Honda se dovedea cu adevărat invincibil, niciun impediment neputând fi considerat insurmontabil în fața acestuia. La finalul sezonului, vestea că Rossi va părăsi echipa Honda Racing în favoarea echipei Yamaha stârnește numeroase comentarii și pune la îndoială succesul lui Valentino din viitor.

## De la Honda la Yamaha
Pentru a dezminți afirmațiile conform cărora succesul imens înregistrat de pilotul italian s-ar datora supremației tehnologice a motocicletei Honda, în debutul sezonului 2004 Rossi reușește performanța de a câștiga două curse consecutive pe motociclete aparținând unor constructori diferiți. Astfel, cumulând victoria din ultima cursă a sezonului 2003 pe o motocicletă Honda, cu o nouă victorie în cursa de debut a sezonului 2004 pe o motocicletă Yamaha, Valentino devenind singurul pilot din istorie cu o astfel de performanță. Și pentru a-și confirma statutul de geniu, magnificul italian își însușește și titlul mondial în acel an, cucerind 9 victorii în cele 16 etape ale sezonului. Părăsirea echipei Honda Racing și cooptarea în acest transfer și a șefului de echipă, celebrul Jeremy Burgess, s-a dovedit a fi o acțiune pe cât de riscantă pe atât de încununată cu succes. De asemenea, sezonul competițional aferent anului 2004 a reprezentat "cântecul de lebadă" pentru spaniolul Sete Gibernau, care a ocupat pentru a doua oară consecutiv poziția de runner-up, însă a cărui combativitate va scădea dramatic în cursul următorilor ani.
Anul 2005 se dovedește a fi unul extrem de fructuos pentru Valentino, acesta cucerind pentru a cincea oară consecutiv titlul mondial la clasa supremă și repurtând nu mai puțin de 11 victorii în cele 17 curse disputate în acel sezon. Rossi a urcat pe podium în toate cursele cu excepția celei de la Motegi (Japonia), unde a abandonat. Seria de 5 titluri mondiale consecutive la clasa supremă (500cc/MotoGP), cucerite între anii 2001-2005, l-au plasat pe Valentino în compania selectă a celor mai mari nume din istoria motociclismului, egalând astfel performanța similară a australianului Mick Doohan care a reușit o serie similară între anii 1994-1998, și secondându-l pe legendarul Giacomo Agostini, posesorul unei serii de 7 titluri consecutive între anii 1966-1972. Anul 2005 a marcat de asemenea finalul acutei rivalități dintre Valentino și compatriotul său, Max Biaggi, rivalitate care a debutat în anul 2001 și care uneori a atins cote alarmante, depășind limita sportivității. Biaggi a părăsit competiția de MotoGP la finele sezonului, în urma unei evoluții sub așteptări la ghidonul mult râvnitei motociclete Honda de uzină.
Anul 2006 s-a dovedit a fi unul de rău augur pentru multiplul campion. Rossi s-a confruntat cu 3 abandonuri tehnice, în timpul curselor de la Shanghai (China), Le Mans (Franța) și Laguna Seca (SUA). Acestor trei curse care nu i-au adus nici un punct în campionat, li s-a adăugat și incidentul din deschiderea sezonului, la Jerez (Spania), unde în primul viraj motocicleta lui Rossi a fost acroșată de cea a exuberantului spaniol Toni Elias, Valentino ieșind în decor și terminând cursa abia pe locul 14. Nu trebuie trecute cu vederea nici cele 5 puncte pierdute de Valentino, de data aceasta pe propria mână, în urma cursei de la Estoril (Portugalia), acolo unde același Toni Elias reușește să-i smulgă victoria pe ultimii metri ai liniei de start-sosire, adjudecându-și locul întâi la o diferență de numai două miimi de secundă! În ciuda tuturor acestor evenimente, Rossi se alinia la startul ultimei curse din sezon, cea din Valencia, în postura de mare favorit la titlu, fiind liderul campionatului mondial la 8 puncte în fața americanului Nicky Hayden (Honda) și reușind în calificări obținerea pole-ului. Toate speranțele însă au fost spulberate când, după un start slab, în turul 5 al cursei, în urma unei erori de pilotaj în abordarea unui viraj, Valentino a ieșit în decor. În ciuda eforturilor imense de a reveni in cursă și de a recupera cât mai multe poziții, totul s-a dovedit a fi în zadar. Rossi a terminat cursa pe locul 13, cele 3 puncte obținute astfel fiind însă insuficiente pentru a-l împiedica pe Hayden, clasat al treilea în cursă, să devină campion mondial. Nicky Hayden, deși nu a dominat nici pe departe sezonul 2006, a reușit să-și adjudece titlul suprem prin intermediul unei evoluții constante pe durata întregului campionat. Astfel, deși Rossi cumulase 5 victorii față de numai două reușite ale americanului, a ocupat în final pozitia secundă în clasamentul mondial al piloților, la numai 5 puncte în urma lui Hayden.
Anul 2007 a marcat sfârșitul motoarelor de 990cc, și impunerea cilindreei de 800cc la clasa supremă. În această nouă conjunctură, tripletul de aur, Stoner-Ducati-Bridgestone, a reprezentat pentru Rossi o provocare peste limita posibilităților. Australianul Casey Stoner, în al doilea său sezon competițional în cadrul clasei supreme, a dominat anul competițional de la un capăt la altul, adjudecându-și titlul de campion în urma unei șarje de 10 victorii. Valentino, în ciuda eforturilor depuse, s-a clasat doar al treilea în clasamentul piloților, în urma spaniolului Dani Pedrosa. Cele 4 victorii repurtate de-a lungul sezonului nu au reprezentat nici pe departe o consolare pentru ambițiosul Valentino, a cărui dorință de a recâștiga supremația mondială devenise obsesivă.
Pentru sezonul 2008, Valentino a scindat echipa Yamaha Racing în ceea ce privește furnizorul de pneuri. Astfel, Rossi a ales să concureze încălțat de Bridgestone, în timp ce coechipierul său Jorge Lorenzo, debutant la clasa supremă, urmând să fie deservit de Michelin. Această alegere a pus o presiune imensă pe umerii lui Valentino, deoarece acesta declarase faptul că în sezonul trecut supremația pneurilor Bridgestone a fost cauza principală care l-a împiedicat să fie un real pretendent la titlu. Acum se vedea pus în fața situației de a demonstra adevărul afirmațiilor sale sau de a accepta faptul că supremația lui Stoner este una absolută. După un început de sezon ezitant, pus de Rossi pe seama acomodării la noile pneuri, italianul face încă o dată dovada imensului său talent și câștigă titlul mondial în cel mai clar mod cu putință, adjudecându-și 9 victorii și 16 podiumuri în cele 18 curse disputate. În 2008 Rossi doboară recordul de victorii la clasa supremă deținut de legendarul Giacomo Agostini, încheind sezonul cu un palmares însumând 71 de reușite, față de cele 68 ale ilustrului său conațional. De asemenea, alături de același Agostini, devine al doilea pilot din istoria motociclismului care a recâștigat titlul mondial după o pauză de doi ani.
În 2009 și-a păstrat titlul mondial, pe care l-a obținut pentru a șaptea oară la clasa regină și pentru a patra oară pentru constructorul Yamaha.

## Rezultatele carierei

### Pe sezoane
| Sezon | Categoria | Motocicleta             | Echipa                   | Curse | Câșt | Pod | Pri | TurR | Pct  | Loc | TCM |
| ----- | --------- | ----------------------- | ------------------------ | ----- | ---- | --- | --- | ---- | ---- | --- | --- |
| 1996  | 125cc     | Aprilia RS125           | Scuderia AGV Aprilia     | 15    | 1    | 2   | 1   | 2    | 111  | 9   | 0   |
| 1997  | 125cc     | Aprilia RS125           | Nastro Azzurro Aprilia   | 15    | 11   | 13  | 4   | 7    | 321  | 1   | 1   |
| 1998  | 250cc     | Aprilia RS250           | Nastro Azzurro Aprilia   | 14    | 5    | 9   | 0   | 3    | 201  | 2   | 0   |
| 1999  | 250cc     | Aprilia RS250           | Nastro Azzurro Aprilia   | 16    | 9    | 12  | 5   | 8    | 309  | 1   | 1   |
| 2000  | 500cc     | Honda NSR500            | Nastro Azzurro Honda     | 16    | 2    | 10  | 0   | 5    | 209  | 2   | 0   |
| 2001  | 500cc     | Honda NSR500            | Nastro Azzurro Honda     | 16    | 11   | 13  | 4   | 10   | 325  | 1   | 1   |
| 2002  | MotoGP    | Honda RC211V            | Repsol Honda Team        | 16    | 11   | 15  | 7   | 9    | 355  | 1   | 1   |
| 2003  | MotoGP    | Honda RC211V            | Repsol Honda             | 16    | 9    | 16  | 9   | 12   | 357  | 1   | 1   |
| 2004  | MotoGP    | Yamaha YZR-M1           | Gauloises Fortuna Yamaha | 16    | 9    | 11  | 5   | 3    | 304  | 1   | 1   |
| 2005  | MotoGP    | Yamaha YZR-M1           | Gauloises Yamaha Team    | 17    | 11   | 16  | 5   | 6    | 367  | 1   | 1   |
| 2006  | MotoGP    | Yamaha YZR-M1           | Camel Yamaha Team        | 17    | 5    | 10  | 5   | 4    | 247  | 2   | 0   |
| 2007  | MotoGP    | Yamaha YZR-M1           | Fiat Yamaha Team         | 18    | 4    | 8   | 4   | 3    | 241  | 3   | 0   |
| 2008  | MotoGP    | Yamaha YZR-M1           | Fiat Yamaha Team         | 18    | 9    | 16  | 2   | 5    | 373  | 1   | 1   |
| 2009  | MotoGP    | Yamaha YZR-M1           | Fiat Yamaha Team         | 17    | 6    | 13  | 7   | 6    | 306  | 1   | 1   |
| 2010  | MotoGP    | Yamaha YZR-M1           | Fiat Yamaha Team         | 14    | 2    | 10  | 1   | 2    | 233  | 3   | 0   |
| 2011  | MotoGP    | Ducati Desmosedici GP11 | Ducati Team              | 17    | 0    | 1   | 0   | 1    | 139  | 7   | 0   |
| 2012  | MotoGP    | Ducati Desmosedici GP12 | Ducati Team              | 18    | 0    | 2   | 0   | 1    | 163  | 6   | 0   |
| 2013  | MotoGP    | Yamaha YZR-M1           | Yamaha Factory Racing    | 18    | 1    | 6   | 0   | 1    | 237  | 4   | 0   |
| 2014  | MotoGP    | Yamaha YZR-M1           | Movistar Yamaha MotoGP   | 18    | 2    | 13  | 1   | 1    | 295  | 2   | 0   |
| 2015  | MotoGP    | Yamaha YZR-M1           | Movistar Yamaha MotoGP   | 18    | 4    | 15  | 1   | 4    | 325  | 2   | 0   |
| Total | Total     | Total                   | Total                    | 330   | 112  | 211 | 61  | 93   | 5418 |     | 9   |

- * Sezon în desfășurare

### Pe categorii
| Categoria | Sezon        | 1-ul GP        | 1-ul Podium  | 1-a Victorie        | Cursă | Victorii | Podium-uri | Pole | Tur Rapid | Puncte | Campionate Mondiale |
| --------- | ------------ | -------------- | ------------ | ------------------- | ----- | -------- | ---------- | ---- | --------- | ------ | ------------------- |
| 125 cc    | 1996–1997    | 1996 Malaysia  | 1996 Austria | 1996 Brno           | 30    | 12       | 15         | 5    | 9         | 432    | 1                   |
| 250 cc    | 1998–1999    | 1998 Japonia   | 1998 Spania  | 1998 Olanda         | 30    | 14       | 21         | 5    | 11        | 510    | 1                   |
| 500 cc    | 2000–2001    | 2000 Sudafrica | 2000 Spania  | 2000 Marea Britanie | 32    | 13       | 23         | 4    | 15        | 534    | 1                   |
| MotoGP    | 2002–Prezent | 2002 Japonia   | 2002 Japonia | 2002 Japonia        | 139   | 65       | 108        | 45   | 48        | 2624   | 6                   |
| Total     | 1996–Prezent | 1996–Prezent   | 1996–Prezent | 1996–Prezent        | 231   | 104      | 167        | 59   | 83        | 4100   | 9                   |

### Curse pe an
(Notă) - Cursele cu aldine indică prima poziție de start, iar cele cu italice arată pe cele cu cel mai rapid tur de circuit.
| Anul | Categoria | Echipa  | 1       | 2       | 3      | 4       | 5       | 6       | 7       | 8       | 9       | 10      | 11      | 12      | 13      | 14      | 15      | 16      | 17     | 18      | Poziția finală | Puncte |
| ---- | --------- | ------- | ------- | ------- | ------ | ------- | ------- | ------- | ------- | ------- | ------- | ------- | ------- | ------- | ------- | ------- | ------- | ------- | ------ | ------- | -------------- | ------ |
| 1996 | 125 cc    | Aprilia | MAL 6   | INA 11  | JPN 11 | SPA 4   | ITA 4   | FRA Ret | NED Ret | GER 5   | GBR Ret | AUT 3   | CZE 1   | IMO 5   | CAT Ret | BRA Ret | AUS 14  |         |        |         | 9              | 111    |
| 1997 | 125 cc    | Aprilia | MAL 1   | JPN Ret | SPA 1  | ITA 1   | AUT 2   | FRA 1   | NED 1   | IMO 1   | GER 1   | BRA 1   | GBR 1   | CZE 3   | CAT 1   | INA 1   | AUS 6   |         |        |         | 1              | 321    |
| 1998 | 250 cc    | Aprilia | JPN Ret | MAL Ret | SPA 2  | ITA 2   | FRA 2   | MAD Ret | NED 1   | GBR Ret | GER 3   | CZE Ret | IMO 1   | CAT 1   | AUS 1   | ARG 1   |         |         |        |         | 2              | 201    |
| 1999 | 250 cc    | Aprilia | MAL 5   | JPN 7   | SPA 1  | FRA Ret | ITA 1   | CAT 1   | NED 2   | GBR 1   | GER 1   | CZE 1   | IMO 2   | VAL 8   | AUS 1   | RSA 1   | BRA 1   | ARG 3   |        |         | 1              | 309    |
| 2000 | 500 cc    | Honda   | RSA Ret | MAL Ret | JPN 11 | SPA 3   | FRA 3   | ITA 12  | CAT 3   | NED 6   | GBR 1   | GER 2   | CZE 2   | POR 3   | VAL Ret | BRA 1   | PAC 2   | AUS 3   |        |         | 2              | 209    |
| 2001 | 500 cc    | Honda   | JPN 1   | RSA 1   | SPA 1  | FRA 3   | ITA Ret | CAT 1   | NED 2   | GBR 1   | GER 7   | CZE 1   | POR 1   | VAL 11  | PAC 1   | AUS 1   | MAL 1   | BRA 1   |        |         | 1              | 325    |
| 2002 | MotoGP    | Honda   | JPN 1   | RSA 2   | SPA 1  | FRA 1   | ITA 1   | CAT 1   | NED 1   | GBR 1   | GER 1   | CZE Ret | POR 1   | BRA 1   | PAC 2   | MAL 2   | AUS 1   | VAL 2   |        |         | 1              | 355    |
| 2003 | MotoGP    | Honda   | JPN 1   | RSA 2   | SPA 1  | FRA 2   | ITA 1   | CAT 2   | NED 3   | GBR 3   | GER 2   | CZE 1   | POR 1   | BRA 1   | PAC 2   | MAL 1   | AUS 1   | VAL 1   |        |         | 1              | 357    |
| 2004 | MotoGP    | Yamaha  | RSA 1   | SPA 4   | FRA 4  | ITA 1   | CAT 1   | NED 1   | BRA Ret | GER 4   | GBR 1   | CZE 2   | POR 1   | JPN 2   | QAT Ret | MAL 1   | AUS 1   | VAL 1   |        |         | 1              | 304    |
| 2005 | MotoGP    | Yamaha  | SPA 1   | POR 2   | CHN 1  | FRA 1   | ITA 1   | CAT 1   | NED 1   | USA 3   | GBR 1   | GER 1   | CZE 1   | JPN Ret | MAL 2   | QAT 1   | AUS 1   | TUR 2   | VAL 3  |         | 1              | 367    |
| 2006 | MotoGP    | Yamaha  | SPA 14  | QAT 1   | TUR 4  | CHN Ret | FRA Ret | ITA 1   | CAT 1   | NED 8   | GBR 2   | GER 1   | USA Ret | CZE 2   | MAL 1   | AUS 3   | JPN 2   | POR 2   | VAL 13 |         | 2              | 247    |
| 2007 | MotoGP    | Yamaha  | QAT 2   | SPA 1   | TUR 10 | CHN 2   | FRA 6   | ITA 1   | CAT 2   | GBR 4   | NED 1   | GER Ret | USA 4   | CZE 7   | SMR Ret | POR 1   | JPN 13  | AUS 3   | MAL 5  | VAL Ret | 3              | 241    |
| 2008 | MotoGP    | Yamaha  | QAT 5   | SPA 2   | POR 3  | CHN 1   | FRA 1   | ITA 1   | CAT 2   | GBR 2   | NED 11  | GER 2   | USA 1   | CZE 1   | SMR 1   | IND 1   | JPN 1   | AUS 2   | MAL 1  | VAL 3   | 1              | 373    |
| 2009 | MotoGP    | Yamaha  | QAT 2   | JPN 2   | SPA 1  | FRA 16  | ITA 3   | CAT 1   | NED 1   | USA 2   | GER 1   | GBR 5   | CZE 1   | IND Ret | SMR 1   | POR 4   | AUS 2   | MAL 3   | VAL 2  |         | 1              | 306    |
| 2010 | MotoGP    | Yamaha  | QAT 1   | SPA 3   | FRA 2  | ITA DNS | GBR     | NED     | CAT     | GER 4   | USA     | CZE     | IND     | SMR     | ARA     | JPN     | MAL     | AUS     | POR    | VAL     | 3              | 233    |
| 2011 | MotoGP    | Ducati  | QAT 7   | SPA 5   | POR 5  | FRA 3   | CAT 5   | GBR 6   | NED 4   | ITA 6   | GER 9   | USA 6   | CZE 6   | IND 10  | RSM 7   | ARA 10  | JPN Ret | AUS Ret | MAL C  | VAL Ret | 7              | 139    |
| 2012 | MotoGP    | Ducati  | QAT 10  | SPA 9   | POR 7  | FRA 2   | CAT 7   | GBR 9   | NED 13  | GER 6   | ITA 5   | USA Ret | IND 7   | CZE 7   | RSM 2   | ARA 8   | JPN 7   | MAL 5   | AUS 7  | VAL 10  | 6              | 163    |
| 2013 | MotoGP    | Yamaha  | QAT 2   | AME 6   | SPA 4  | FRA 12  | ITA Ret | CAT 4   | NED 1   | GER 3   | USA 3   | IND 4   | CZE 4   | GBR 4   | RSM 4   | ARA 3   | MAL 4   | AUS 3   | JPN 6  | VAL 4   | 4              | 237    |
| 2014 | MotoGP    | Yamaha  | QAT 2   | AME 8   | ARG 4  | SPA 2   | FRA 2   | ITA 3   | CAT 2   | NED 5   | GER 4   | IND 3   | CZE 3   | GBR 3   | RSM 1   | ARA Ret | JPN 3   | AUS 1   | MAL 2  | VAL 2   | 2              | 295    |
| 2015 | MotoGP    | Yamaha  | QAT 1   | AME 3   | ARG 1  | SPA 3   | FRA 2   | ITA 3   | CAT 2   | NED 1   | GER 3   | IND 3   | CZE 3   | GBR 1   | RSM 5   | ARA 3   | JPN 2   | AUS 4   | MAL 3  | VAL 4   | 2              | 325    |